# Шосе 40 (Саудівська Аравія)
Шосе 40, (відоме як дорога Ед-Даммам - Ер-Ріяд - Мекка - Джидда) — є головною магістраллю, що з'єднує східну та західну Саудівську Аравію, і вважається однією з найважливіших доріг у Королівстві Саудівська Аравія, оскільки вона з'єднує найважливіші міста Саудівської Аравії. Королівство один до одного. Дорога протяжністю 1395 км з’єднує Джидду, друге за величиною місто на західному узбережжі Саудівської Аравії, з Ед-Даммамом, шостим за величиною містом Королівства, розташованим на східному узбережжі найбільше місто Східної провінції. Дорога також пролягає паралельно або через Мекку, Таїф, Ер-Ріяд, Абкайк та Аль-Хобар уздовж своєї довжини, а також досягає природних заповідників Махазат Аль-Сід, Саджа та Умм Аль-Рімт.
Автомагістраль складається з трьох смуг руху та аварійної смуги з кожного боку (всього шість смуг руху та вісім смуг включно з аварійними), розділених серединною смугою. Усі розв'язки автомагістралей відокремлені одна від одної. Шлях проходить через переважно плоске плато Неджд, і тому здебільшого не потребує жодних мостів чи тунелів. Біля західної частини дорога петляє навколо гір Хіджаз, перш ніж досягти західної прибережної рівнини. Є кілька доріг, що з’єднують шосе з основними дорогами та іншими магістралями, розташованими вздовж дороги.
У 1953 році виникла потреба з'єднати столицю, Ер-Ріяд, з нафтовими та економічними містами на Сході, а також ісламськими святинями на Заході. Проект будівництва частини шосе, яка є дорогою, що з’єднує Даммам і Ер-Ріяд, розпочався та був завершений у 1961 році, перед західною ділянкою. Дорога також працює для з’єднання Ер-Ріяда з основними сільськогосподарськими районами в оазі Аль-Ахса. У 1965 році було завершено будівництво західної частини автомагістралі, що з’єднує Ер-Ріяд з ісламськими святинями на заході, яка стане головною віссю між сходом і заходом Королівства.
Міністерство транспорту Саудівської Аравії підготувало власний комплексний план, відомий як П’ятирічна програма для доріг, у поєднанні з п’ятирічними планами Королівства. Перша з них почалася в 1970 році, ця система використовується досі. Під час Третього плану розвитку (1980-1985) була модернізована ділянка Ер-Ріяд-Даммам до стандартів сучасної магістралі довжиною 375 км. Під час четвертого плану розвитку (1985-1990) була модернізована ділянка шосе Ер-Ріяд-Джидда. У 1986 році шосе було введено в експлуатацію як шосе 40 у новій єдиній мережі доріг Саудівської Аравії.

## Дивись також
- Транспорт Саудівської Аравії
- Міжнародна мережа доріг Арабського Машріку